# Mithrodia
Genre
Synonymes
- Heresaster Michelin, 1844[1]

Mithrodia est un genre d'étoiles de mer de la famille des Mithrodiidae.

## Description et caractéristiques
Ce sont de grosses étoiles charnues à cinq bras (parfois quatre ou six), couvertes de gros piquants calcaires grossiers, arrondis et clairsemés.

## Liste des espèces
Selon World Register of Marine Species (7 février 2021) :
- Mithrodia bailleui Perrier (MS) in Engel, John & Cherbonnier, 1948 (nomen nudum)
- Mithrodia bradleyi Verrill, 1870 -- Pacifique Est
- Mithrodia clavigera (Lamarck, 1816) -- Atlantique et Indo-ouest-pacifique tropicaux
- Mithrodia fisheri Holly, 1932 -- Hawaï

L'espèce Mithrodia victoriae est considérée comme la sous-espèce Atlantique de Mithrodia clavigera, espèce principale du genre.

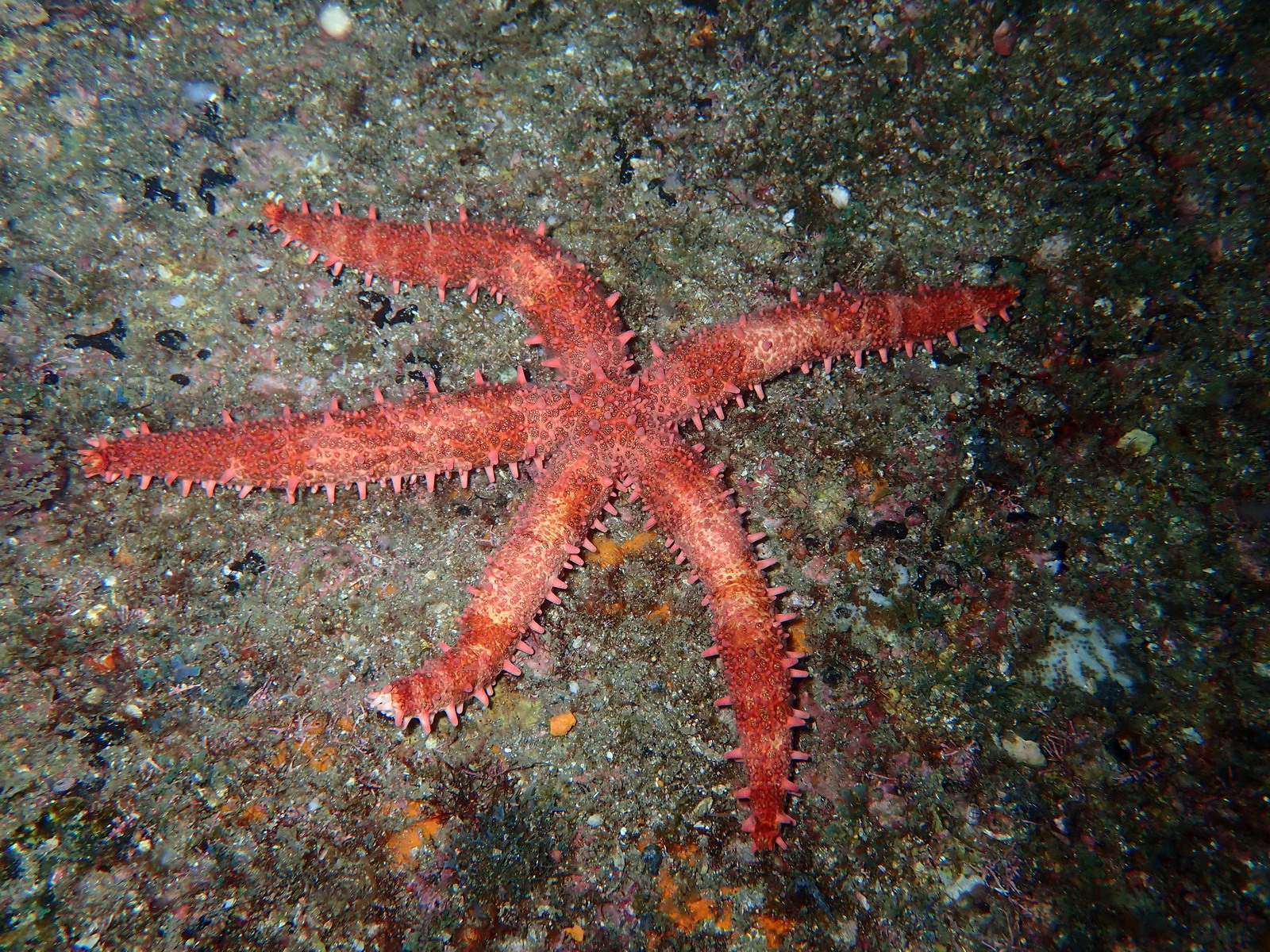
Mithrodia bradleyi (Golfe de Californie).
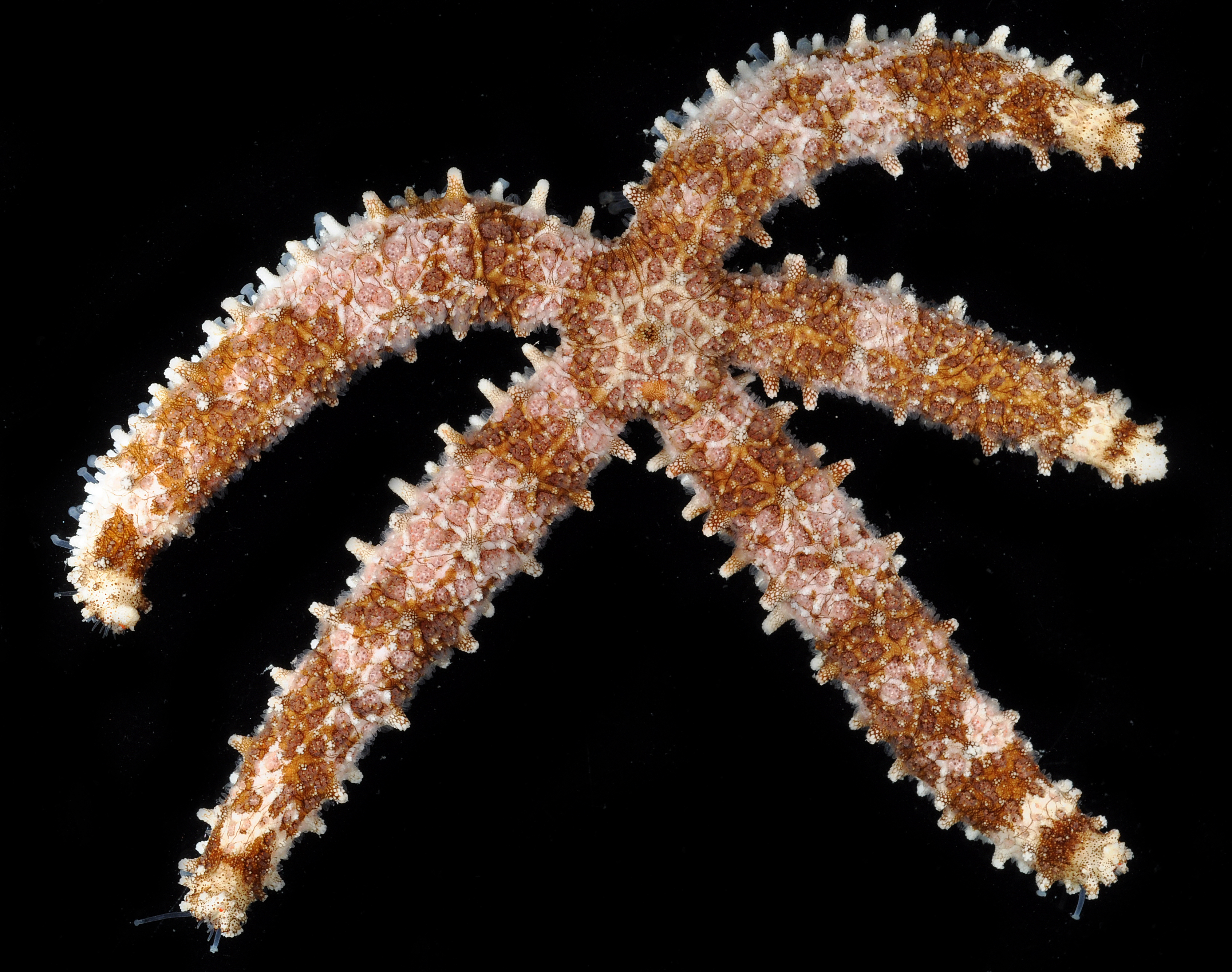
Mithrodia clavigera (FLMNH).
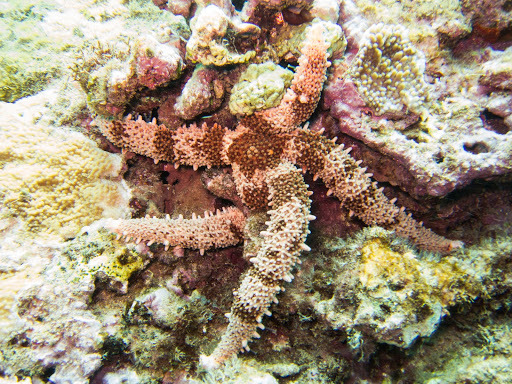
Mithrodia fisheri
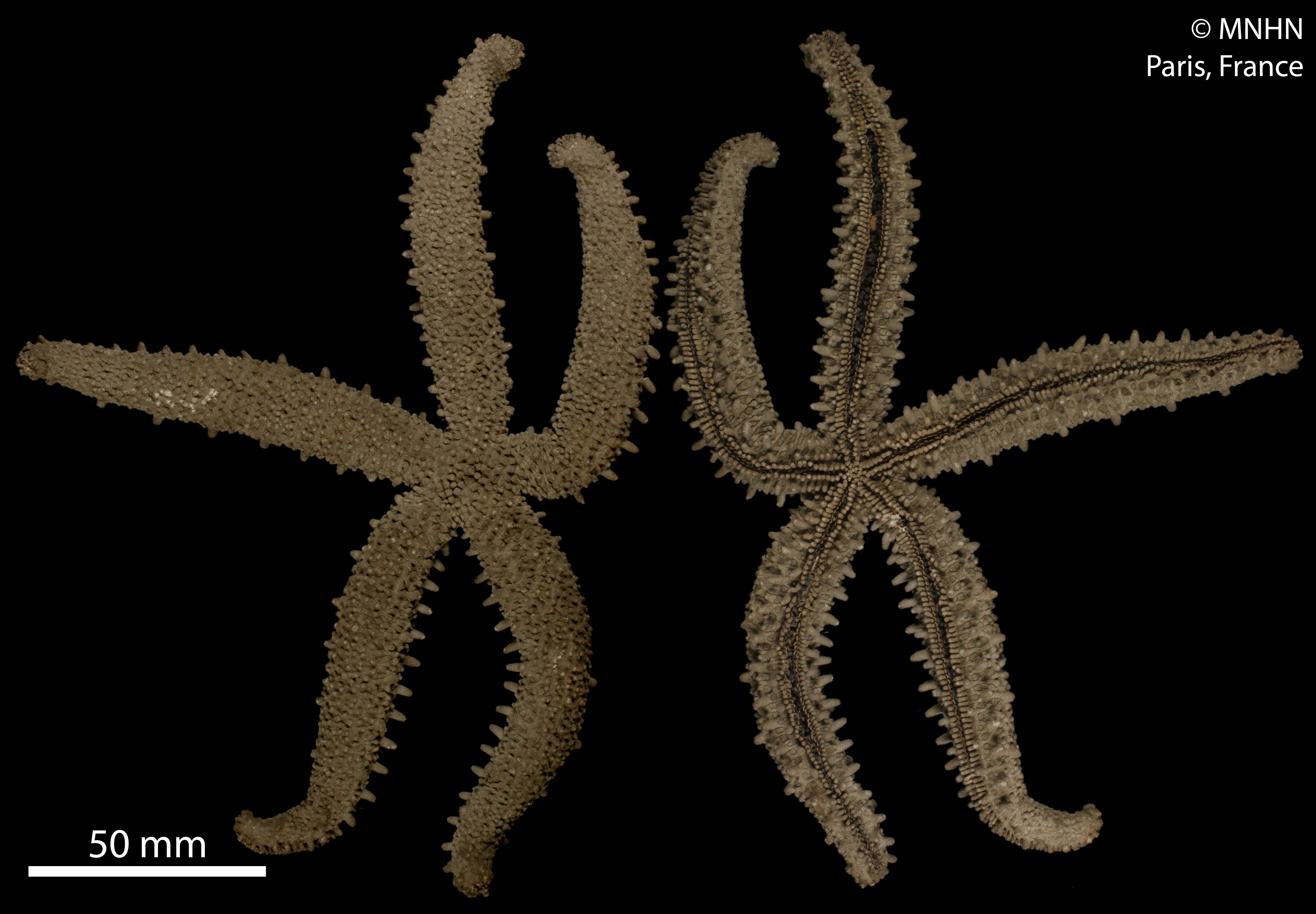
Mithrodia fisheri (séchée, MNHN).

## Publication originale
- (en) John Edward Gray, « A Synopsis of the Genera and Species of the Class Hypostoma (Asterias, Linnæus) », Annals and Magazine of Natural History, Londres, Taylor & Francis, vol. 6, no 37,‎ décembre 1840, p. 275-290 (ISSN 0374-5481, OCLC 1481361, DOI 10.1080/03745484009443296, lire en ligne).